# 美田邨公共運輸交匯處
美田邨公共運輸交匯處（英文：Mei Tin Estate Public Transport Interchange），簡稱美田巴士總站，位於香港沙田區大圍美田邨內，設於美田商場地下，是結合巴士總站、專綫小巴總站和的士站的室內坑狀公共運輸交匯處，於2006年2月20日啟用。
此站為沙田區內少數以逆時針行車的公共運輸交匯處。

## 總站路線資料（巴士）

### 九龍巴士46P線
- 美田 ↔ 葵芳站

於1992年4月27日投入服務，途經城門隧道、梨木樹、葵興，只於平日繁忙時間提供服務，為葵涌來往沙田的巴士路線之一。

### 九龍巴士81X線
- 美田 → 旺角（弼街）

於2025年3月17日投入服務，途經青沙公路、佐敦、油麻地，只於平日上午繁忙時間提供服務。

### 九龍巴士82B線
- 美田 → 大圍站

於2014年2月4日投入服務。

### 九龍巴士82K線
- 美田 ↔ 愉翠苑

於1984年2月27日投入服務，於2023年12月3日由美林延長至此站。

### 九龍巴士T80線
- 美田／顯徑 → 九龍灣

於2025年2月10日投入服務。

### 過海隧道巴士985線
- 金鐘（東） → 美田（此站只供落客）

於2018年11月5日增設4班由金鐘（東）單向開往此站的下午繁忙時間回程服務，而上午往港島班次則由位於香粉寮街的「美致樓」巴士站開出。

## 總站路線資料（專線小巴）

### 新界區專線小巴63K線
- 美田邨／香粉寮村 ↔ 大圍站

於1984年8月投入服務，為香粉寮和美田邨居民提供前往大圍站轉乘港鐵的服務。

### 新界區專線小巴63S線
- 美田邨 ↔ 旺角（西洋菜南街）

於1986年6月15日投入服務，途經美林邨、大圍、顯徑邨、隆亨邨、獅子山隧道、太子站（只限去程），只於深宵時段提供服務。

## 途經路線資料（巴士）

### 九龍巴士80、80A線
80
- 美林 ↔ 觀塘碼頭

於1982年5月7日投入服務，途經大圍、顯徑邨、田心、獅子山隧道、黃大仙、牛池灣、牛頭角、觀塘市中心。
80A
- 大圍（美林） → 觀塘碼頭

途經大圍、顯徑邨、隆亨邨、紅梅谷、獅子山隧道、黃大仙中心、九龍灣商貿區及觀塘商貿區，只於平日上午繁忙時間提供服務。

### 九龍巴士283線
- 沙田市中心 ↺ 美松苑

於1996年12月20日投入服務，提供沙田市中心來往大圍、 美田邨、美松苑及美林邨的巴士服務。

### 九龍巴士286P、286X線
286P
- 美松苑 → 荔枝角站

於2015年6月13日投入服務，途經美城苑、美林邨、大圍、青沙公路、深水埗、長沙灣及荔枝角工業區，只於平日上午繁忙時間提供服務。
286X
- 沙田（顯徑） ↺ 深水埗

於2012年12月1日投入服務，途經大圍、美林邨、青沙公路、深水埗、長沙灣及荔枝角工業區，為首條途經青沙公路來往九龍市區的全日巴士路線。本線於星期一至五（星期六、日及公眾假期除外）07:15-08:15由顯徑開出的班次不途經美林邨巴士總站及本站，而直接由美田路轉入青沙公路往深水埗，於該段時間由美林邨及美田邨前往深水埗、長沙灣及荔枝角工業區的乘客請改乘286P線。

## 外部連結
- 九巴 （页面存档备份，存于）
- 美田邨總站 （页面存档备份，存于），城巴／新巴